# Café Bauer

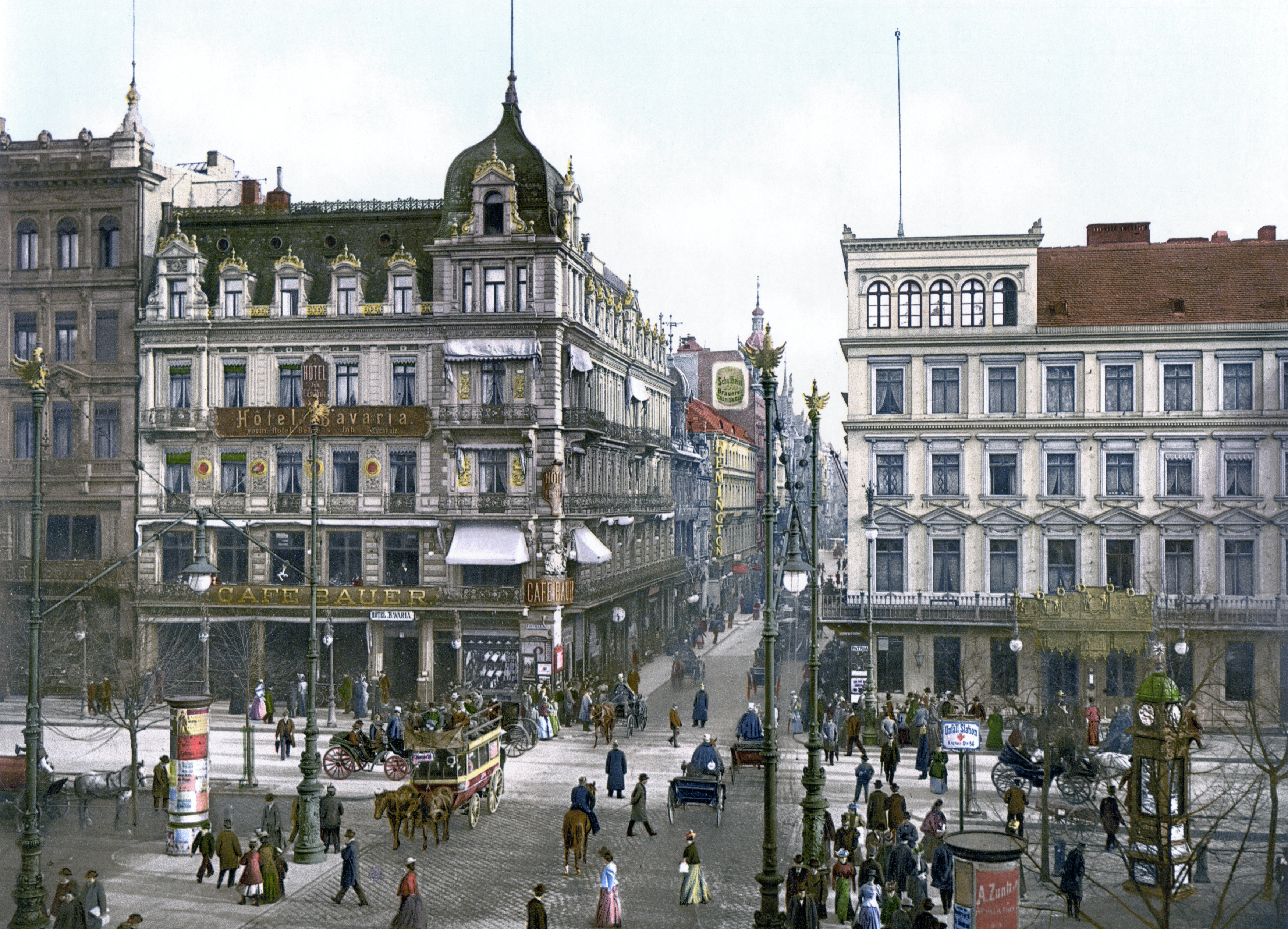
Café Bauer (till vänster) omkring 1900

Café Bauer var ett känt kafé på Friedrichstrasse i Berlin. Det öppnade den 13 oktober 1877 och fanns fram till Andra världskriget. Det fanns upp till 800 europeiska dagstidningar för gästerna att läsa.